# روبرت إتش ماريوت
روبرت إتش ماريوت (بالإنجليزية: Robert H. Marriott)‏ هو مهندس أمريكي، ولد في 18 فبراير 1879 في ريتشوود في الولايات المتحدة، وتوفي في 1951.